# Карлична кост
Карлична кост (лат. os coxae) је парна кост неправилног облика која учествује у изградњи зидова карлице (pelvis). 
Карлична кост састоји се из три кости раздвојене хрскавицом које окоштавају после 16 година живота.
То су:
- бедрена кост
- препонска кост и (Os pubis)
- седална кост
- (симфиза, Symphysis pubis)

Ове три кости се међусобно спајају у пределу зглобне чашице (Acetabulum) која служи за зглобљавање са главом бутне кости. Испод зглобне чашице налази се отвор, назван велики запорни отвор (Foramen obturatum). Горња ивица назива се гребен бедрене кости (Crista iliaca).
Спој препонских костију назива се симфиза.